# SummerSlam (1995)
SummerSlam (1995) foi o oitavo evento anual do SummerSlam, promovido pela World Wrestling Federation (WWF) e transmitido por pay-per-view. Aconteceu dia 27 de agosto de 1995 no Pittsburgh Civic Arena em Pittsburgh, Pensilvânia.

## Resultados
| Nº                                          | Resultados                                                                                      | Estipulações                                           | Tempo |
| ------------------------------------------- | ----------------------------------------------------------------------------------------------- | ------------------------------------------------------ | ----- |
| 1                                           | Hakushi derrotou 1-2-3 Kid                                                                      | Luta individual                                        | 9:27  |
| 2                                           | Hunter Hearst Helmsley derrotou Bob Holly                                                       | Luta individual                                        | 7:10  |
| 3                                           | The Smoking Gunns (Billy e Bart) derrotaram The Blu Brothers (Jacob e Eli) (com Uncle Zebekiah) | Luta de duplas                                         | 6:09  |
| 4                                           | Barry Horowitz derrotou Skip (com Sunny)                                                        | Luta individual                                        | 11:21 |
| 5                                           | Bertha Faye (com Harvey Wippleman) derrotou Alundra Blayze (c)                                  | Luta individual pelo WWF Women's Championship          | 4:37  |
| 6                                           | The Undertaker (com Paul Bearer) derrotou Kama (com Ted DiBiase)                                | Luta de caixão                                         | 16:26 |
| 7                                           | Bret Hart derrotou Isaac Yankem, D.D.S. (com Jerry Lawler) por desqualificação                  | Luta individual                                        | 16:07 |
| 8                                           | Shawn Michaels (c) derrotou Razor Ramon                                                         | Luta de escadas pelo WWF Intercontinental Championship | 25:03 |
| 9                                           | Diesel (c) derrotou King Mabel (com Sir Mo)                                                     | Luta individual pelo WWF Championship                  | 9:14  |
| (c) – Refere-se aos campeões antes da luta. |                                                                                                 |                                                        |       |